# 人物 (中国大陆杂志)
《人物》创办于1979年，由中华人民共和国人民出版社主管，主办，北京博雅天下传媒文化发展有限公司负责发行，运营。创刊以来，《人物》杂志发表了很多各界名人的自述、访谈、特写和名人至亲的回忆文章。